# Riber (Torrefeta i Florejacs)
Riber és una entitat de població de la Segarra pertanyent al municipi de Torrefeta i Florejacs. Està situat al sector ponentí del terme municipal, a la riba dreta del riu Sió, aprofitant la plana generada per la fondalada creada per aquest afluent del Segre.
És un poble de petites dimensions i poc poblat (25 habitants, 2018). El seu origen es remunta a la reconquesta tot i que la primera constància del nucli data del segle xiii, temps en el qual estava sota domini reial i pertanyia al veïnatge de Cervera. Ja al segle XVII Riber i Sedó constituïren una batllia reial independent de Cervera. El segle xix, el poble estava compost de 8 cases i la seva economia es basava en la producció agricultura, Madoz en destaca l'horta regada pel riu Sió i la producció d'oli, sègol, ordi i vi entre d'altres.
Dins el poble, destaca el casal de Ca n'Alió, immoble catalogat com a Bé Cultural d'Interès Local, i conegut com la Casa Solsona. Els seus primers propietaris van ser els Alió, llinatge d'origen medieval que es remunta a l'època de la reconquesta, el qual en van ser propietaris fins al segle xviii. La façana de l'edifici és allargada i feia de muralla exterior del llogaret. També forma part de la casa el cobert que dona accés al poble i que uneix l'edifici amb l'església de Santa Anna.
Aquesta església té un possible origen romànic, tanmateix la construcció actual és del segle xviii. És un edifici d'una sola nau, sense absis, amb dues capelles laterals a cada costat. La nau principal és coberta amb tres trams de volta de llunetes. Presenta una façana senzilla amb un portal rectangular sota un arc de mig punt, i un petit òcul.
Celebra la festa major el dia 26 de juliol, dia de santa Anna.